# DigiCube
K.K. DigiCube (jap. 株式会社デジキューブ, Kabushiki kaisha Dejikyūbu) war ein japanisches Unternehmen. Es bestand von 1996 bis 2003, als es wegen Insolvenz aufgelöst wurde.

## Gründung
Gegründet wurde DigiCube am 6. Februar 1996 als Tochter von Square. Zweck des Unternehmens war es vorrangig Videospiele zu vertreiben, es wurden aber auch Merchandisingartikel vertrieben wie Bücher, Spielzeug und CDs. DigiCube nahm dabei die Rolle eines Großhändlers ein. Daneben trat es auch als Publisher von Videospielmusik auf.
Zunächst war DigiCube sehr erfolgreich und stellte neue Verkaufsrekorde auf. Höhepunkt dieser war 1998 mit einem Umsatz von 46,8 Mrd. Yen aus dem Verkauf von acht Millionen Einheiten.

## Ende
Nach der Ankündigung, dass Final Fantasy XII erst 2004 und nicht schon früher erscheinen soll, stellte man am 26. November 2003 Konkursantrag beim Tokioter Bezirksgericht.
Der Schuldenstand zu diesem Zeitpunkt war 9,5 Mrd. Yen.
Die Vermarktungsrechte gingen 2003 an das in diesem Jahr neu gegründete Unternehmen Square Enix über.